# Hans Hallerdt
Hans Bertil Hallerdt, född 28 juni 1920 i Brännkyrka församling i Stockholms stad, död 20 februari 2010 i Katrineholmsbygdens församling i Södermanlands län, var en svensk militär.

## Biografi
Hallerdt avlade studentexamen i Lidingö 1939. Han blev officersaspirant samma år, deltog i sjöexpedition med pansarskeppet Oscar II 1939–1940, blev sjökadett 1940, deltog i sjöexpeditioner med pansarskeppet Tapperheten och torpedkryssaren Jacob Bagge 1940 samt med Oscar II (två gånger) och Jacob Bagge 1941. Han avlade sjöofficersexamen vid Sjökrigsskolan 1942 och utnämndes samma år till fänrik i flottan, varpå han befordrades till löjtnant 1944 och till kapten 1950, studerade vid Sjökrigshögskolan 1950–1953, erhöll tjänst som adjutant vid Vapenofficersskolan 1957, var chef för en torpedbåtsdivision 1960–1962, befordrades till kommendörkapten av andra graden 1961 och erhöll tjänst som chef för Utbildningsavdelningen vid Berga örlogsskolor 1965. Han studerade vid Försvarshögskolan 1971, befordrades till kommendör 1972, var chef för en jagarflottilj 1972–1973, var chef för Sektion 1 i Marinstaben 1973–1976 och befordrades till kommendör av första graden 1975. Hallerdt var chef för Västkustens örlogsbas 1976–1980 och inträdde i reserven 1980.
Hans Hallerdt invaldes som ledamot av Kungliga Örlogsmannasällskapet 1964 och var sällskapets sekreterare 1966–1972.
Hans Hallerdt var son till överläraren, kapten John Hallerdt och kanslibiträdet Britta Hermansson. Han gifte sig första gången 1944 med Brita Stausgaard-Harre (1925–1969) och andra gången 1970 med Ulla Ericsson (1929–2017).

### Utmärkelser
- Riddare av första klassen av Svärdsorden, 1961.[8]